# Armeeabteilung Steiner
Pour les articles homonymes, voir Steiner.

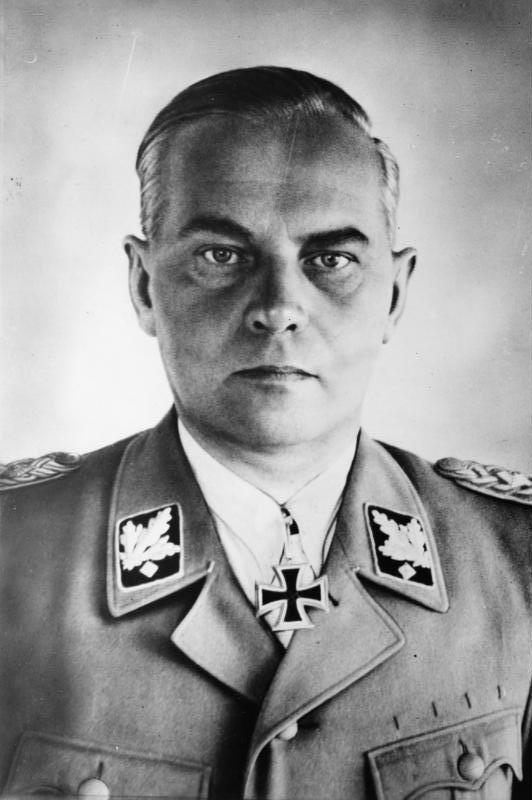
Photo d'archive du général SS Felix Steiner, commandant de l'Armeeabteilung Steiner

L’Armeeabteilung Steiner (en français : « l’armée détachée de Steiner ») était une unité militaire temporaire créée sur le papier par Adolf Hitler le 21 avril 1945 durant la bataille de Berlin, depuis le Führerbunker.

## Contexte
Le second jour de la bataille de Berlin, le 17 avril 1945, le général Gotthard Heinrici, commandant en chef du Groupe d'armées Vistule, décide d'enlever du groupe de réserve 3e SS-Panzerkorps ses deux unités les plus fortes, les 11e SS Nordland et 23e SS Nederland. Le groupe de réserve était alors dirigé par le général SS Felix Steiner. Les unités sont mises à la disposition de Theodor Busse, commandant de la Neuvième armée allemande.
Le 21 avril, Hitler ne connaît pas ces changements d’affectation d’unités et décide de baptiser le groupe de Steiner l’Armeeabteilung Steiner. Il décide de contre-attaquer la percée de l'Armée rouge et pour cela donne l’ordre à Steiner de bloquer la « pince » soviétique au nord. Afin de faciliter l’attaque, Steiner se voit confier quatre unités : trois au Nord du canal de Finow et une unité de Panzers située dans Berlin Est. Les trois unités du Nord étaient censées attaquer Eberswalde pour rejoindre l’unité de Panzers.
Steiner décida de communiquer ses doutes quant à la réalisation d’un tel plan en contactant Heinrici. En effet, deux des unités du Nord étaient déployées en position défensive et ne pouvaient pas être redéployées en position offensive tant que la relève ne serait pas assurée. Ainsi, les seules forces disponibles se résument à deux bataillons de la 4e division de police, bataillons ne disposant pas d’armes de guerre. Heinrici fait alors remonter l'information à son supérieur Hans Krebs, chef de l’état-major général de l'armée de terre, lui demandant de la transmettre à Hitler. Krebs répliquera qu’Hitler est trop occupé pour prendre l’appel.
Le 22 avril, lors de la conférence stratégique qu’il tenait tous les après-midi, Hitler, déçu, fut pris d’une violente crise de colère quand il sut que ses plans du jour précédent ne seraient pas réalisés. Il déclare la guerre perdue, blâme les généraux et annonce qu’il restera à Berlin jusqu’à la fin avant de se suicider.
On retrouve une mémorable adaptation cinématographique (devenue un mème) de la scène en question pendant la conférence stratégique dans le film : La Chute réalisé par Oliver Hirschbiegel et sorti en 2004.